# Сантомазо, Джузеппе
Джузе́ппе Сантома́зо (итал. Giuseppe Santomaso) — итальянский художник. Один из создателей нового фронта искусств, вместе с Эмилио Ведовой он был представителем как лирического, так и экспрессионистского абстракционизма.
Сантомазо родился в семье ювелира, в Венеции, и большую часть своей жизни провёл в родном городе. В 1932—1934 годах он учится в венецианской Академии изящных искусств. Уже в 1934 он приглашается к участию в венецианском биеннале. Сантомазо интересуется в первую очередь авангардистским искусством. В 1937 году он совершает учебную поездку в Нидерланды, где изучает работы импрессионистов и фовистов. Во время поездок в Париж, связанных с открывшейся в этом городе Всемирной выставкой, Сантомазо знакомится с живописью Матисса, Жоржа Брака, Боннара и Пикассо. В 1939 году открывается персональная выставка работ Сантомазо в парижской галерее Rive Gauche.
В 1946 году Сантомазо участвует в создании прогрессивной художественной группы Nouva Secessione artistica italiana. Позднее эта группа принимает название Новый фронт за искусство (Fronte Nuovo delle Arti). Целью фронта является борьба за современное, динамично развивающееся искусство. Вскоре, однако, «фронт» разделяется на два течения — за реалистическое и абстрактное направления. Сантомазо принадлежит к «абстрактной» группировке. В 1952 эта группа принимает название Gruppo degli Otto, она организует общие выставки для своих членов. В 1950-х годах живопись Сантомазо принимает всё более абстрактные черты, он склоняется к информативному искусству. В 1960-х его работы становятся более спокойными и чёткими, яснее становится их графика. В 1970-е в них просматриваются архитектурные элементы венецианских дворцов, картины Сантомазо всё больше отражают черты его родного города.
В 1954—1974 годах художник преподаёт в венецианской Академии и в этот же период 13 раз участвует в биеннале. Принимает участие также в выставках современного искусства documenta I, II и III в Касселе (соответственно в 1955, 1959 и 1964 годах), а также в многочисленных национальных и международных художественных выставках.

## Галерея
- Картины Джузеппе Сантомазо